# Anyphops barbertonensis
Espèce
Synonymes
- Selenops barbertonensis Lawrence, 1940

Anyphops barbertonensis est une espèce d'araignées aranéomorphes de la famille des Selenopidae.

## Distribution
Cette espèce se rencontre en Afrique du Sud et en Eswatini.

## Description
La femelle holotype mesure 8,4 mm.

## Systématique et taxinomie
Cette espèce a été décrite sous le protonyme Selenops barbertonensis par Lawrence en 1940. Elle est placée dans le genre Anyphops par Benoit en 1968.

## Étymologie
Son nom d'espèce, composé de barberton et du suffixe latin -ensis, « qui vit dans, qui habite », lui a été donné en référence au lieu de sa découverte, Barberton.

## Publication originale
- Lawrence, 1940 : « The genus Selenops (Araneae) in South Africa. » Annals of the South African Museum, vol. 32, p. 555-608 (texte intégral).